# Яблонець (округ Пезінок)
Яблонець (словац. Jablonec) — село, громада округу Пезінок, Братиславський край, південно-західна Словаччина, Малокарпатський регіон. Кадастрова площа громади — 8,7 км².
Населення 1031 особа (станом на 31 грудня 2017 року).

## Історія
Яблонец згадується в 1342 році.

## Населення
| Рік:            | 1994. | 2004.   | 2014.    | 2024.   |
| --------------- | ----- | ------- | -------- | ------- |
| Кількість осіб: | 751   | 826     | 964      | 1042    |
| Різниця:        |       | +9,98 % | +16,70 % | +8,09 % |

| Рік:            | 2023. | 2024.   |
| --------------- | ----- | ------- |
| Кількість осіб: | 1035  | 1042    |
| Різниця:        |       | +0,67 % |